# Jessi Lintl

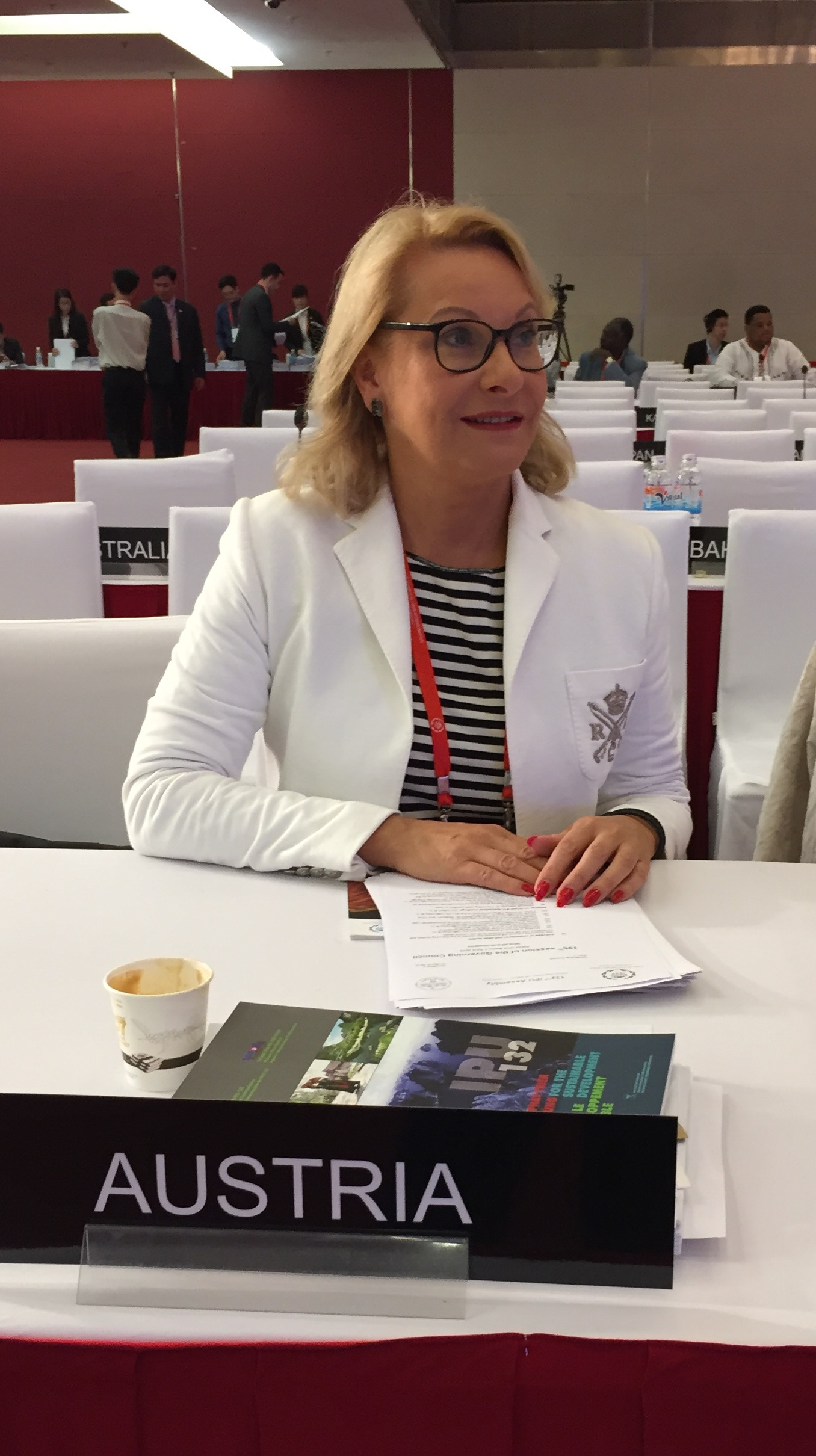
Jessi Lintl (2015)

Jessi Lintl (* 30. Juni 1956 in Allentsteig, Niederösterreich) ist eine österreichische Politikerin (FPÖ, ehemals Team Stronach). Lintl war von Oktober 2013 bis Oktober 2019 Abgeordnete zum österreichischen Nationalrat.

## Leben
1980 maturierte Jessi Lintl an einer Privatschule für Werbung und Verkauf. 1986 schloss sie das Studium der Politikwissenschaft an der Universität Wien mit dem Doktorgrad ab. Ihre Dissertation behandelte den „Außenpolitischen Entscheidungsprozess im Haschemitischen Königreich Jordanien 1946-1964“. Bis 2002 absolvierte sie eine Ausbildung zum Systemischen Coach. Als solcher arbeitete sie anschließend für Einzel- und Führungskräfte. Ab 2008 war sie als Unternehmensberaterin tätig. Zwischen August 2006 und Oktober 2013 war sie Gesellschafterin der Linplan Holdinggesellschaft m.b.H. Zwischen 2010 und 2012 war sie Ausschussmitglied im Fachverband Unternehmensberatung und Informationstechnologie der Wirtschaftskammer Österreich.

## Politik
Seit 24. November 2010 war sie stellvertretende Bezirksvorsteherin im ersten Wiener Gemeindebezirk Innere Stadt, anfangs für die Österreichische Volkspartei, später klubungebunden.
Am 29. Oktober 2013 zog sie für das Team Stronach als Nationalratsabgeordnete in den Österreichischen Nationalrat. Dort war sie Schriftführerin im Ausschuss für Arbeit und Soziales sowie Mitglied im außenpolitischen Ausschuss. Von Jänner 2013 bis Juli 2014 war sie Landesparteiobfrau des Team Stronach Wien.
Am 11. August 2015 wurde bekannt, dass sie das Team Stronach verlässt, aber als fraktionslose Abgeordnete im Nationalrat bleibt. Nach vier Monaten als fraktionslose, so genannte wilde Abgeordnete wechselte sie am 23. Dezember 2015 in den Parlamentsklub der FPÖ. Nach der Nationalratswahl 2019 schied sie aus dem Nationalrat aus.